# Moson
Moson (en allemand : Wieselburg) est une ancienne commune rattachée en 1939 à la ville de Magyaróvár, dans le département de Győr-Moson-Sopron en Hongrie.

## Célébrités et divers
Carl Flesch, violoniste, pédagogue et compositeur hongrois.